# Shelbie Bruce
Shelbie Bruce (* 12. November 1992 in Brownsville, Texas, als Lachelbre Annette Bruce) ist eine US-amerikanische Schauspielerin.

## Leben
Shelbie Bruces Vorfahren stammen ursprünglich aus Mexiko, sie spricht daher neben Englisch auch fließend Spanisch.
Bruce war zunächst als Kindermodel tätig. Es folgten Gastauftritte und Nebenrollen in Fernsehserien wie zum Beispiel ER und Providence.
Ihre bisher bekannteste und größte Rolle spielte sie 2004 in der Komödie Spanglish neben Adam Sandler und Téa Leoni. Auch der leibliche Bruder von Bruce hatte eine kleine Nebenrolle in dem Film. Für ihre Rolle der Cristina Moreno wurde die Schauspielerin 2005 für einen Young Artist Award nominiert.